# الله‌یارلی، سیاه‌زن
الله‌یارلی (به لاتین: Allahyarlı) یک منطقهٔ مسکونی در جمهوری آذربایجان است که در شهرستان سیاه‌زن واقع شده‌است.